# Championnats du monde de triathlon 2014
Navigation
Édition précédente Édition suivante
Les championnats du monde de triathlon 2014 sont composés de huit courses organisées par la Fédération internationale de triathlon (ITU) dont une grande finale, et qui portent le nom de Séries mondiales de triathlon (World Triathlon Series - WTS). Les épreuves prises en compte pour le classement du championnat du monde « élite » comportent aussi bien des courses au format M (distance olympique) — soit 1 500 m de natation, 40 km de cyclisme et 10 km de course à pied — 
qu'au format S (sprint) — soit 750 m de natation, 20 km de cyclisme et 5 km de course à pied,. Les cycles de natation élite s'effectuent à départ groupé et se déroulent en eau libre ;  l'aspiration-abri (drafting) est autorisée à vélo. 

## Calendrier
| Date                  | Ville             | Pays             |
| --------------------- | ----------------- | ---------------- |
| 5-6 avril             | Auckland          | Nouvelle-Zélande |
| 26-27 avril           | Le Cap            | Afrique du Sud   |
| 17-18 mai             | Yokohama          | Japon            |
| 31 mai-2 juin         | Londres           | Royaume-Uni      |
| 27-29 juin            | Chicago           | États-Unis       |
| 12-13 juillet         | Hambourg          | Allemagne        |
| 23-24 août            | Stockholm         | Suède            |
| 26 août-1er septembre | Edmonton (Finale) | Canada           |

## Résultats

### Auckland
| Position           | Hommes            | Hommes      | Hommes          | Femmes         | Femmes      | Femmes          |
| Position           | Nom               | Pays        | Temps           | Nom            | Pays        | Temps           |
| ------------------ | ----------------- | ----------- | --------------- | -------------- | ----------- | --------------- |
| Médaille d'or      | Javier Gómez      | Espagne     | 1 h 54 min 13 s | Jodie Stimpson | Royaume-Uni | 2 h 08 min 34 s |
| Médaille d'argent  | Jonathan Brownlee | Royaume-Uni | 1 h 54 min 33 s | Anne Haug      | Allemagne   | 2 h 08 min 59 s |
| Médaille de bronze | Aaron Royle       | Australie   | 1 h 55 min 49 s | Helen Jenkins  | Royaume-Uni | 2 h 09 min 10 s |

### Le Cap
| Position           | Hommes            | Hommes      | Hommes          | Femmes         | Femmes      | Femmes          |
| Position           | Nom               | Pays        | Temps           | Nom            | Pays        | Temps           |
| ------------------ | ----------------- | ----------- | --------------- | -------------- | ----------- | --------------- |
| Médaille d'or      | Javier Gómez      | Espagne     | 1 h 44 min 52 s | Jodie Stimpson | Royaume-Uni | 1 h 46 min 11 s |
| Médaille d'argent  | Jonathan Brownlee | Royaume-Uni | 1 h 45 min 11 s | Helen Jenkins  | Royaume-Uni | 1 h 46 min 18 s |
| Médaille de bronze | Dmitry Polyansky  | Russie      | 1 h 45 min 35 s | Gwen Jorgensen | États-Unis  | 1 h 46 min 33 s |

### Yokohama
| Position           | Hommes         | Hommes         | Hommes          | Femmes           | Femmes     | Femmes          |
| Position           | Nom            | Pays           | Temps           | Nom              | Pays       | Temps           |
| ------------------ | -------------- | -------------- | --------------- | ---------------- | ---------- | --------------- |
| Médaille d'or      | Javier Gómez   | Espagne        | 1 h 45 min 31 s | Gwen Jorgensen   | États-Unis | 1 h 58 min 38 s |
| Médaille d'argent  | Mario Mola     | Espagne        | 1 h 45 min 31 s | Ai Ueda          | Japon      | 1 h 59 min 14 s |
| Médaille de bronze | Richard Murray | Afrique du Sud | 1 h 46 min 00 s | Agnieszka Jerzyk | Pologne    | 1 h 59 min 24 s |

### Londres
| Position           | Hommes         | Hommes         | Hommes      | Femmes         | Femmes     | Femmes      |
| Position           | Nom            | Pays           | Temps       | Nom            | Pays       | Temps       |
| ------------------ | -------------- | -------------- | ----------- | -------------- | ---------- | ----------- |
| Médaille d'or      | Mario Mola     | Espagne        | 49 min 46 s | Gwen Jorgensen | États-Unis | 54 min 44 s |
| Médaille d'argent  | Richard Murray | Afrique du Sud | 49 min 47 s | Sarah Groff    | États-Unis | 55 min 12 s |
| Médaille de bronze | João Pereira   | Portugal       | 49 min 49 s | Emma Jackson   | Australie  | 55 min 19 s |

### Chicago
| Position           | Hommes       | Hommes   | Hommes          | Femmes         | Femmes      | Femmes          |
| Position           | Nom          | Pays     | Temps           | Nom            | Pays        | Temps           |
| ------------------ | ------------ | -------- | --------------- | -------------- | ----------- | --------------- |
| Médaille d'or      | Javier Gómez | Espagne  | 1 h 47 min 21 s | Gwen Jorgensen | États-Unis  | 1 h 55 min 33 s |
| Médaille d'argent  | João Pereira | Portugal | 1 h 47 min 29 s | Helen Jenkins  | Royaume-Uni | 1 h 55 min 53 s |
| Médaille de bronze | Mario Mola   | Espagne  | 1 h 47 min 40 s | Juri Ide       | Japon       | 1 h 56 min 00 s |

### Hambourg
| Position           | Hommes            | Hommes      | Hommes      | Femmes            | Femmes     | Femmes      |
| Position           | Nom               | Pays        | Temps       | Nom               | Pays       | Temps       |
| ------------------ | ----------------- | ----------- | ----------- | ----------------- | ---------- | ----------- |
| Médaille d'or      | Alistair Brownlee | Royaume-Uni | 51 min 43 s | Gwen Jorgensen    | États-Unis | 56 min 54 s |
| Médaille d'argent  | Vincent Luis      | France      | 51 min 45 s | Emma Jackson      | Australie  | 57 min 00 s |
| Médaille de bronze | Jonathan Brownlee | Royaume-Uni | 51 min 48 s | Kirsten Sweetland | Canada     | 57 min 00 s |

### Stockholm
| Position           | Hommes            | Hommes      | Hommes      | Femmes        | Femmes           | Femmes          |
| Position           | Nom               | Pays        | Temps       | Nom           | Pays             | Temps           |
| ------------------ | ----------------- | ----------- | ----------- | ------------- | ---------------- | --------------- |
| Médaille d'or      | Jonathan Brownlee | Royaume-Uni | 57 min 31 s | Sarah Groff   | États-Unis       | 1 h 03 min 00 s |
| Médaille d'argent  | Alistair Brownlee | Royaume-Uni | 57 min 37 s | Andrea Hewitt | Nouvelle-Zélande | 1 h 03 min 04 s |
| Médaille de bronze | Gregor Buchholz   | Allemagne   | 58 min 27 s | Nicky Samuels | Nouvelle-Zélande | 1 h 03 min 05 s |

### Finale: Edmonton
| Position           | Hommes            | Hommes      | Hommes          | Femmes         | Femmes           | Femmes          |
| Position           | Nom               | Pays        | Temps           | Nom            | Pays             | Temps           |
| ------------------ | ----------------- | ----------- | --------------- | -------------- | ---------------- | --------------- |
| Médaille d'or      | Alistair Brownlee | Royaume-Uni | 1 h 48 min 44 s | Gwen Jorgensen | États-Unis       | 2 h 00 min 05 s |
| Médaille d'argent  | Mario Mola        | Espagne     | 1 h 49 min 04 s | Andrea Hewitt  | Nouvelle-Zélande | 2 h 00 min 21 s |
| Médaille de bronze | Javier Gómez      | Espagne     | 1 h 49 min 07 s | Nicky Samuels  | Nouvelle-Zélande | 2 h 00 min 31 s |

## Classements généraux

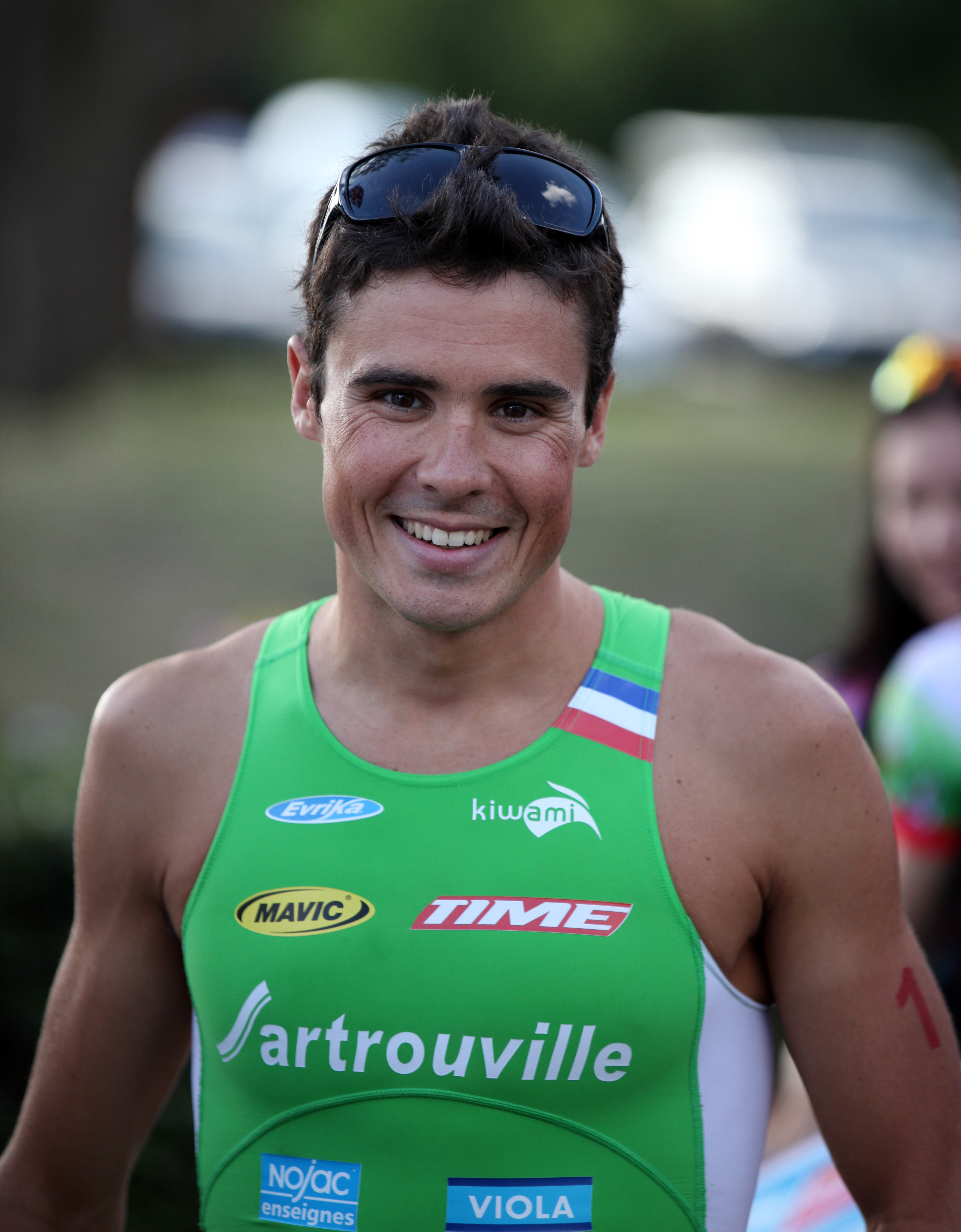
Javier Gómez - Champion du monde (2008, 2010, 2013 et 2014)

| Rang               | Nom               | Points |
| ------------------ | ----------------- | ------ |
| Médaille d'or      | Javier Gómez      | 4860   |
| Médaille d'argent  | Mario Mola        | 4601   |
| Médaille de bronze | Jonathan Brownlee | 4501   |
| 4                  | Alistair Brownlee | 4006   |
| 5                  | João Pereira      | 3817   |
| 6                  | Vincent Luis      | 3148   |
| 7                  | Dmitry Polyansky  | 3041   |
| 8                  | Richard Murray    | 2911   |
| 9                  | Ryan Bailie       | 2165   |
| 10                 | Aaron Royle       | 2064   |

| Rang               | Nom               | Points |
| ------------------ | ----------------- | ------ |
| Médaille d'or      | Gwen Jorgensen    | 5085   |
| Médaille d'argent  | Sarah Groff       | 3987   |
| Médaille de bronze | Andrea Hewitt     | 3845   |
| 4                  | Jodie Stimpson    | 3453   |
| 5                  | Nicky Samuels     | 3073   |
| 6                  | Helen Jenkins     | 2903   |
| 7                  | Emma Jackson      | 2647   |
| 8                  | Aileen Reid       | 2543   |
| 9                  | Kirsten Sweetland | 2540   |
| 10                 | Alice Betto       | 2518   |

## Autres

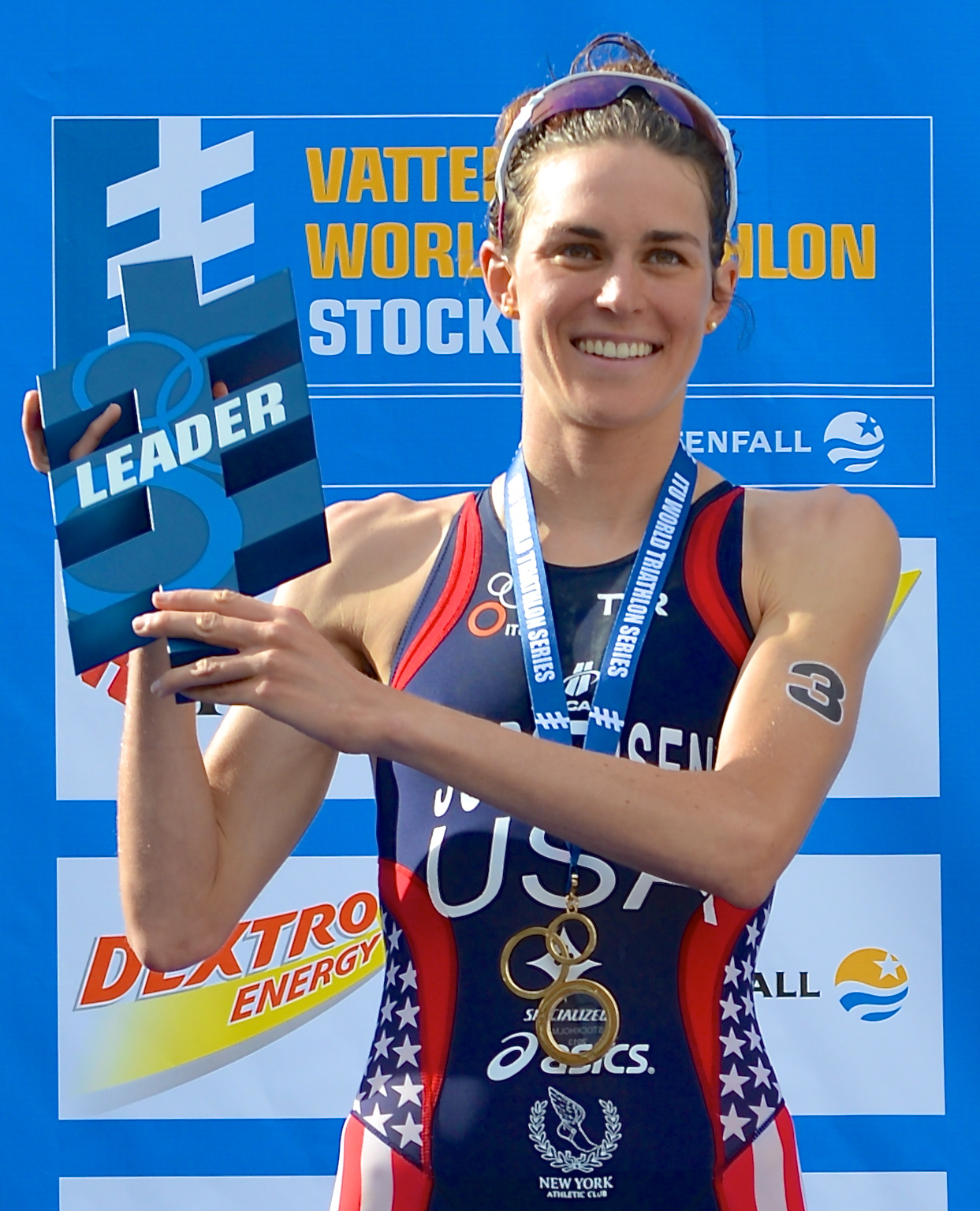
Gwen Jorgensen - Championne du monde 2014

### Championnats du monde U23 (Espoir)
| Rang | Nom           | Temps           |
| ---- | ------------- | --------------- |
| 1    | Dorian Coninx | 1 h 53 min 06 s |
| 2    | Marc Austin   | 1 h 53 min 20 s |
| 3    | Gordon Benson | 1 h 53 min 30 s |

| Rang | Nom               | Temps           |
| ---- | ----------------- | --------------- |
| 1    | Sophia Saller     | 2 h 04 min 52 s |
| 2    | Gillian Backhouse | 2 h 05 min 25 s |
| 3    | Erin Jones        | 2 h 06 min 59 s |

### Championnats du monde junior
| Rang | Nom               | Temps       |
| ---- | ----------------- | ----------- |
| 1    | Raphaël Montoya   | 56 min 27 s |
| 2    | Jacob Birtwhistle | 56 min 28 s |
| 3    | Calvin Quirk      | 56 min 45 s |

| Rang | Nom                 | Temps           |
| ---- | ------------------- | --------------- |
| 1    | Laura Lindemann     | 1 h 02 min 35 s |
| 2    | Cassandre Beaugrand | 1 h 02 min 38 s |
| 3    | Audrey Merle        | 1 h 02 min 44 s |